# 勒芒24小时耐力赛

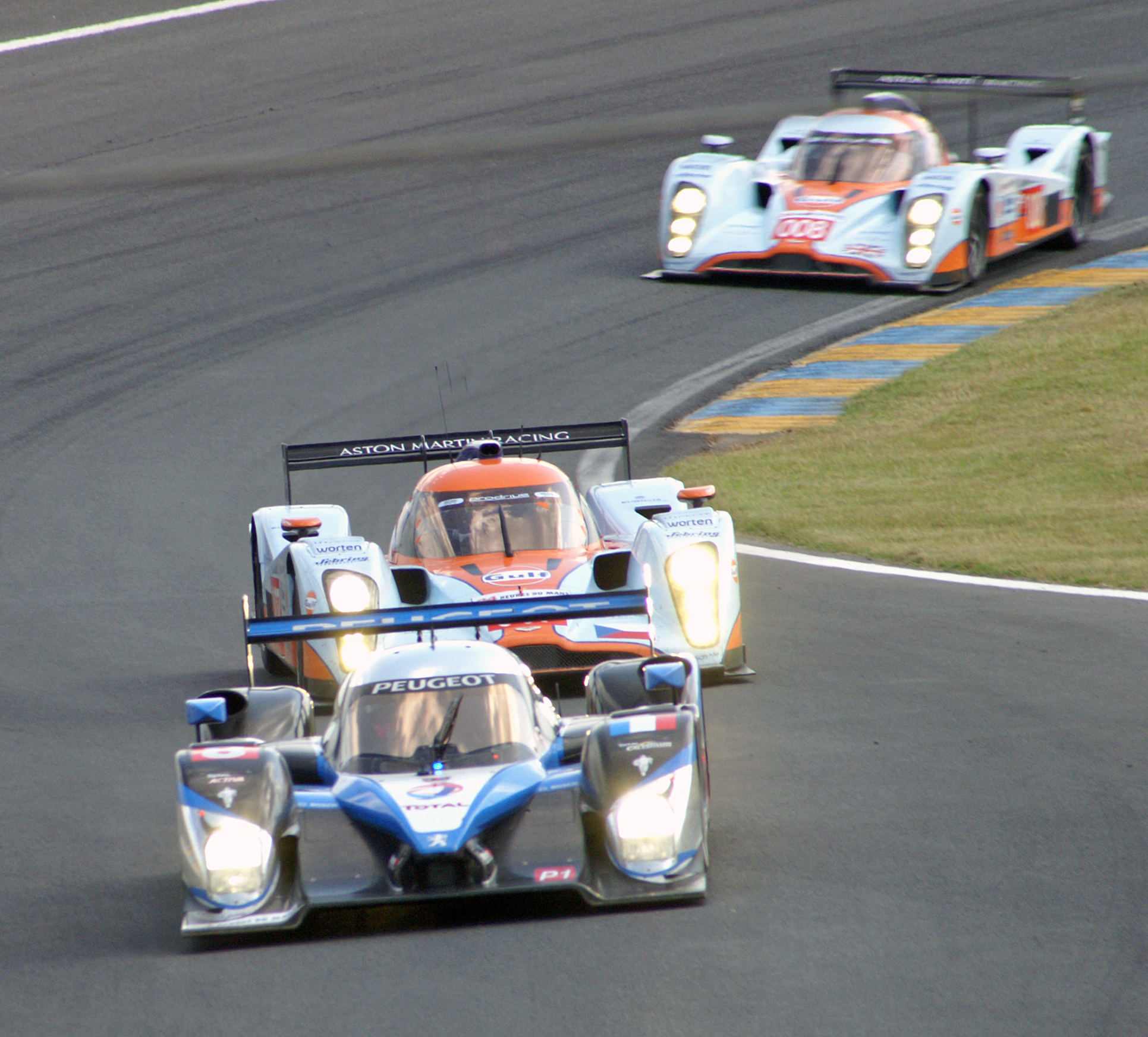
利曼24小时耐力赛場上的賽車

利曼24小时耐力赛（法語：24 Heures du Mans）是一場每年夏天都會在法國巴黎西南200公里的小城勒芒举行的原型賽車與房車耐力賽，自1923年首次舉辦，是世界上還持續舉辦的汽車耐力賽事中歷史最悠久者。利曼24小時大賽是由西部汽車俱樂部（Automobile Club de l'Ouest，縮寫ACO）主辦，由於比賽場地薩爾特賽道（Circuit de la Sarthe）是一條長度超過13公里、由專用賽道與一般道路組合成的高速賽道，由於賽道特性，直線路段較多，因此以超高的平均車速著稱。在1980年代末期，場上的最高車速曾一度超過時速400公里，但後來因安全考量修改了跑道路線而受到抑制。
除了每年於法國利曼所舉辦的大賽之外，這場賽事也帶動了在世界各國許多不同賽道上定期舉辦耐力車賽的風氣，最後進而串連成包括國際汽聯世界耐力錦標賽 (，縮寫WEC）在內的系列性耐力季賽。而自2012年起，利曼24小時大賽本身也成為世界耐力錦標賽的一個分站。

## 簡介
每年6月第二個週末在法國利曼薩爾特賽道舉行。比賽由法國的西部汽車俱樂部（ACO）主辦。
近年的比賽分為三個組別：LMH、LMP2、LMGT3，前兩類都屬於勒芒原型車組別，外觀有些像方程式賽車，但實際構造較適合進行長時間比賽，其中LMH為以前的LMP1-H演化而來，並再細分為LM HYPER CAR與LMDh，兩者皆搭載油電混和單元，分別參與WEC與IMSA。LMGT3則屬市售汽車的改裝版本，用以參與GT3規格的各項系列賽事。
利曼24小時大賽本身亦衍生了多個錦標賽，分別是歐洲利曼系列賽（ ）和美國利曼系列賽（European Le Mans Series）。2006年，日本推出一個全新的日本利曼系列賽（All-Japan Le Mans Series），但只舉辦兩屆後便因反應不佳而取消。
勒芒24小时耐力赛一般从下午开始，一直持续到次日的相同时间，历时24小时。每部赛车由3名赛手分别驾驶（1980年中期以前为2名赛手），换人不换车。所有的加油、换胎和维修时间都包括在24小时以内。24小时到后，所有车允许继续驶回终点线，行驶最多里程的车辆获胜。

## 历史
1906年，利曼城进行了世界上第一场汽车大奖赛：法国汽车俱乐部大奖赛。一般来说，那场比赛被认为是汽车运动开始走向发展的重要标志。1923年法国赛车界元老级人物喬治·杜杭（Georges Durand）、赛车雜誌《汽車生活》（La Vie Automobile）记者查爾斯·法胡（Charles Faroux），以及赛车車胎制造商埃米爾·科基（Emile Coquille）三人创办首届利曼24小时耐力赛，到2024年已经举办了92届（1936年、1940年至1948年未举行）。

### 1950年代
1955年發生了有史以來最嚴重的意外事故。

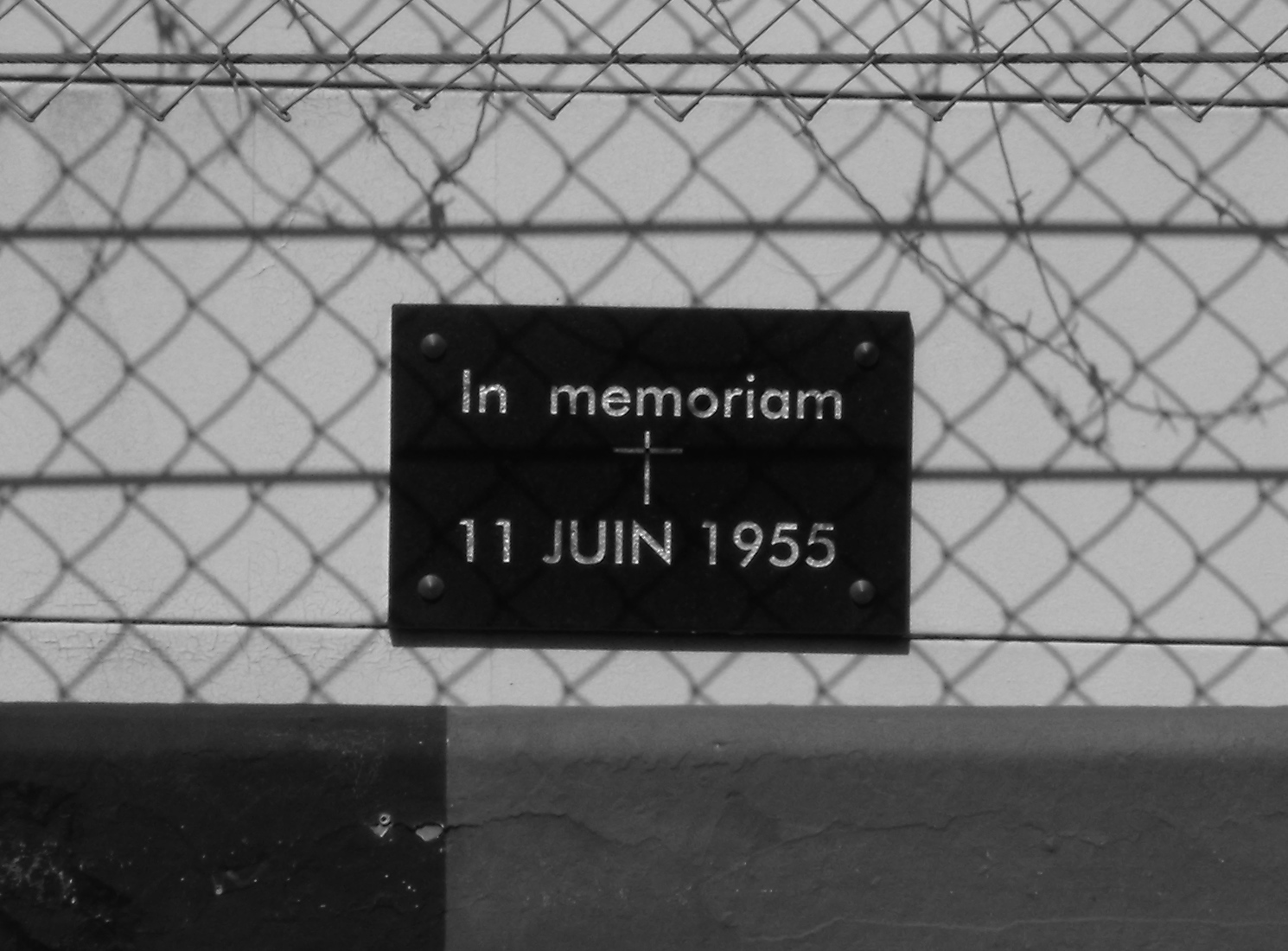
利曼大災難紀念牌匾。

1955年6月11日下午6點26分，在第35圈剛結束時，由英國車手迈克·霍索恩所駕駛的捷豹D-Type將準備進維修站時，蘭斯·麥克林（Lance Macklin）所駕駛的奥斯汀·希利100太過於接近迈克·霍索恩駕駛的捷豹D-Type，便朝向賽道左側進行閃避，然而法國車手彼埃爾·萊維赫（Pierre Levegh）駕駛的賓士300SLR賽車就在奥斯汀·希利100的左後方準備進行超越，由於沒有足夠的距離和時間閃避，追撞了奥斯汀·希利100，由於車速非常快，賽車碰撞後便騰空飛起，落地撞擊路旁的土坡護欄，造成車輛解體並開始燃燒，而車體碎片和零件殘骸飛入路邊的觀眾席，造成萊維赫本人和83名觀眾死亡、120人受傷的嚴重事故，而大火持續了數個小時。它是賽車史上以死亡人數計算最嚴重的事故。賽事最後由英國賽車手迈克·霍索恩的捷豹D-Type勝出。法國媒體對霍索恩和隊友伊佛爾·布布（Ivor Bueb）在頒獎台上噴香檳慶祝嗤之以鼻。
沒有設置維修站減速緩衝區的狹窄賽道，護欄與看臺位置過於靠近沒有足夠的緩衝空間，而賓士300SLR所使用的鎂合金車體，這一類超輕量材料的測試不足，不當的消防處置，都是間接造成事故嚴重的原因。
意外之後賓士與捷豹廠隊相繼宣佈退出賽車運動，直到1980年代才重返賽場。而法國、西班牙、瑞士和德國亦立即宣佈禁止賽車運動在其國內舉行，直到賽場上的安全標準與規劃獲得提升，許多國家於隔年就重新開放，只有瑞士晚至2015年才放寬限制，通過「允許以電力驅動的賽車運動」的法令，電動方程式亦於2018年在蘇黎世舉辦了瑞士繼1954年以來第一次的賽車比賽，但瑞士至今仍然不容許非電力驅動的賽車運動舉行。
1959年由英國賽車手羅伊·薩爾瓦多里及美國賽車手卡洛·謝爾比駕駛的奧斯頓·馬丁DBR1獲得冠軍，而後者日後成立的謝爾比美國公司，對於福特在60年代的挑戰發揮了關鍵作用。

### 1960年代
從1965年起使用FIA數字分級，參賽車輛分為第6組、第4組、第3組。
此年代分別以法拉利和福特主導其賽事地位，法拉利取得六連勝，福特則中斷其連勝紀錄，並獲得四連勝。
法拉利分別以多款賽車獲得1960至1965年的冠軍，福特則以GT40系列獲得1966至1969年的利曼冠軍。

### 1970年代
從1970年起導入FIA 第5組，參賽車輛以第6組、第5組、第4+第3組為主。
保時捷主導賽事的年代，包攬了多屆冠軍：保時捷917獲得1970-1971年的冠軍，保時捷936獲得1976-1977年的冠軍，保時捷935獲得1979年冠軍。

### 1980年代
保時捷繼續主導其賽事地位，1981~1987年皆由該廠生產的賽車獲得利曼冠軍，創下7連勝佳績。
1981年，保時捷936獲得該年利曼冠軍。
1982年的賽車規範改組為FIA英文字母分級，其中著名的C組賽車便是以原先的第5組和第6組合併而來。
保時捷推出956車型參戰，連續獲得1982~85年冠軍，並且自1983年起出現了多組隊伍採用保時捷956賽車出賽的局面。
1985年因應賽事規則修改的保時捷962投入賽事中，1987年起更全面取代956，延續了多組隊伍使用保時捷賽車的局面，並且繼續獲得86~87年的冠軍。
而1985年薩伯車隊改與梅賽德斯-賓士攜手合作，共同開發了薩伯-梅賽德斯 C8，這也是賓士自1955年利曼慘劇生後的首次重返。
1988年，與寶獅合作的WM Secateva車隊，以WM P88在穆桑大直道創下每小時405公里的速度紀錄，而捷豹則以XJR-9贏得該屆冠軍，中斷保時捷的連勝紀錄。
1989年，薩伯-梅賽德斯 C9贏得該屆冠軍，該車更在排位賽階段於穆桑大直道寫下了每小時400公里的速度紀錄。然而相繼出現的高速度紀錄也引發了主辦單位ACO與FIA關切，該年也是穆桑大直道保持全線暢通的最後一年。
1990年，穆桑大直道正式加入兩個減速彎，賽車的最高車速受到抑制，這項變更也奠定了往後賽事的所有路線。

### 1990年代
1991年：將「WSPC世界運動原型車錦標賽」（World Sports Prototype-car Championship）改稱為「WSC世界賽車選手權錦標賽」（World Sportscar Championship），規則也修改成引擎必須和F1一樣的3,500c.c.、自然吸氣引擎。因此當年度某些參賽車輛依循舊規則製造，在重量不利的條件下暫且被允許下場參賽。這是後來升任成國際汽車聯合會會長的麥克斯·摩斯利（Max Rufus Mosley）提倡的「將F1與引擎規則共通化，以便參加C組賽車的汽車廠容易供給引擎給F1，這對兩邊都有利」。不料，此舉反而導致五年前加入比賽的眾多車廠打退堂鼓；雖然翌年WSC取消這條規則，但事實上C組的賽事因參賽者減少而岌岌可危。
日本車廠首勝
1991年，由強尼·赫伯特、沃爾克·韋德勒和貝特朗·加邵三位車手駕駛的馬自達787奪得了比賽冠軍，是史上首屆由日本車廠獲得的冠軍，也是史上首台奪得此項比賽冠軍殊榮的轉子引擎賽車。
1994年起，C組賽事正式停辦，世界運動賽車錦標賽亦告終，利曼賽事出現了LMP1原型車、LMP1/C90(基本上是C組賽車，但必須為開放式座艙、平整化底盤)原型車組、LMGT1&GT2的量產豪華旅行車組、北美賽事的IMSA GTS組這樣多種級別的局面。
雖然這段時期有LMP原型車組的出現，然而汽車製造商卻集中了技術資源在LMGT1組別，讓這時期的LMGT1足以和LMP原型組匹敵，代表車種有麥拉倫F1 GTR、保時捷911 GT1。然而剛開始施行的LMGT1賽事規則並無明確規範製造商、車型、產量，因而意外產了規則漏洞，而車廠或私人車隊便得以利用漏洞，以舊制賽車作為基礎，生產符合賽事規則的"GT1量產車"，並再回頭使用原始的舊制賽車，掛上LMGT1的名義出賽。
而私人車隊Dauer Racing便是典型的例子，以保時捷962為基礎生產了Dauer 962，其引擎和變速箱皆與原始的保時捷962相同，而正式出賽的Dauer 962 Le Mans靠著保時捷的協助而獲得1994年的利曼冠軍，而這也是保時捷962最後一次的勝利。規則漏洞亦在該年賽季後修正。
1999年，馬克·韋伯駕駛LMGTP級別的奔驰CLR，因為賽車空力設計上的瑕疵，在排位賽中於穆桑彎角至印地安彎前的路段發生凌空翻滾的飛車意外，雖賽車經搶修後得以出賽，但在賽前暖胎圈中於穆桑大直道的後段下坡，同樣由馬克·韋伯所駕駛的CLR又發生相同的意外事故，而在比賽進行至第5小時的時候，隊友彼得·鄧布雷克（Peter Dumbreck）的賽車也在穆桑彎角至印地安彎前的路段發生了相同的意外事故，而現場轉播的單位剛好錄下了此次意外發生的畫面，令全世界的觀眾大為震驚。至此奔驰決定退出勒芒賽車。

### 2000年代
奧迪主導其賽事的年代，該廠於2000年至2002年，三度勝出利曼冠軍，並在2004年至2008年獲得五連勝的紀錄。
奧迪於2000年推出R8賽車參賽，並在2002年時獲得三連勝的紀錄。
2001年，賓利回歸勒芒，推出Speed 8賽車參戰，於2003年時勝出，並且包攬第1~2名頒獎台，中斷奧迪連勝紀錄。
奧迪於2004年至2005年，繼續使用R8賽車兩度勝出勒芒冠軍。
柴油動力
2006年，奧迪推出搭載柴油引擎的R10 TDi參賽，柴油引擎帶來了高扭力輸出與其出色的燃油消耗表現，最終奧迪勝出了勒芒24小時大賽，是史上首台柴油賽車奪得此項賽事的冠軍。三位冠軍車手為法蘭克·比拉、馬爾科·維爾納和埃曼努埃萊·皮洛。
最終奧迪至2008年，創下了該廠首次的5連勝。
2007年，寶獅宣布回歸賽事，推出搭載柴油引擎的908 HDi FAP參戰，該車特色包含了封閉式座艙。
2009年，奧迪改良了R10 TDI的缺點，推出R15 TDI，但寶獅最終仍獲得2009年勒芒24小時大賽之冠軍與亞軍，奧迪連勝紀錄再次中斷。

### 2010年代
2010年，奧迪以09年的R15 TDI為基礎的改良車型R15 TDI Plus參賽，而其競爭對手寶獅908 HDi FAP則在排位賽中一舉包攬第一到第四名，展現強烈的奪冠企圖，然而在正賽階段，寶獅車隊的三部賽車卻因相繼發生底盤故障（1部）以及災難性的引擎故障（2部）而全軍覆沒，最後的寶獅908 HDi FAP由私人車隊ORECA所屬的#4號賽車在比賽剩一個多小時，亦發生相同的引擎故障而退賽，奧迪則包攬該年度的頒獎台所有名次。
2011年，新的車種規格制定，更加嚴格地縮限引擎排氣量，燃油消耗量，油箱大小等新的規範，令許多車廠車隊著重於空力的部分的改良。而奧迪推出全新的R18 TDI，寶獅亦推出新版的908參戰，其兩車的特徵皆為封閉式座艙設計，並且有鯊魚背鰭，最終奧迪繼續蟬聯冠軍（冠軍車輛為#2車，而#1車與#3車相繼因超車失敗發生嚴重的撞擊事故，但所幸皆無人傷亡），寶獅則獲得第二到第四名。
油電混和動力
2012年，原利曼系列賽事改組為世界耐力錦標賽，新的車種規範LMP1區分為LMP1及LMP1-H（LMP1油電混合組）加入，奧迪因應新賽制而再以2011年的R18為基礎，設計了安裝柴油油電混合系統的R18 e-tron quattro，而原競爭對手寶獅本來也打算推出與奧迪相似的混和動力方案因應賽制，然因車廠營收不佳的問題而全面退出賽事，而於1999年後全面退出的豐田則重新返回賽事，並以搭載油電混合系統的TS030 Hybrid參賽。最終由奧迪R18 e-tron quattro掄元，其殊榮包括第一台油電混車贏得利曼24小時耐久賽，並且奪下WEC首年度的總錦標，而該屆利曼雖開啟了日後LMP1油電混合組，奧迪VS豐田VS保時捷三強鼎立的局面，卻也開始讓LMP1組別的參賽成本節節高升，而使用常規動力的LMP1賽車卻漸漸失去競爭力，成為日後參賽車廠與車隊減少的原因。而Garge 56項目亦開辦，用於展示新概念車與新技術等方面。
2013年，在賽事起步后的第四圈发生致命意外，丹麦车手驾驶阿斯顿·马丁賽車撞擊護欄，傷重身亡。最後丹麥車手湯姆·克里斯滕森攜手英國麥利殊及法國杜華駕駛奧迪戰車奪標，令克里斯滕森繼1997、2000、2001、2002、2003、2004、2005、2008年之後，第9度勝出利曼24小時大賽，成為史上奪冠最多的車手。另外，香港GT賽車手歐陽若曦贏得LM GTE Am組亞軍。

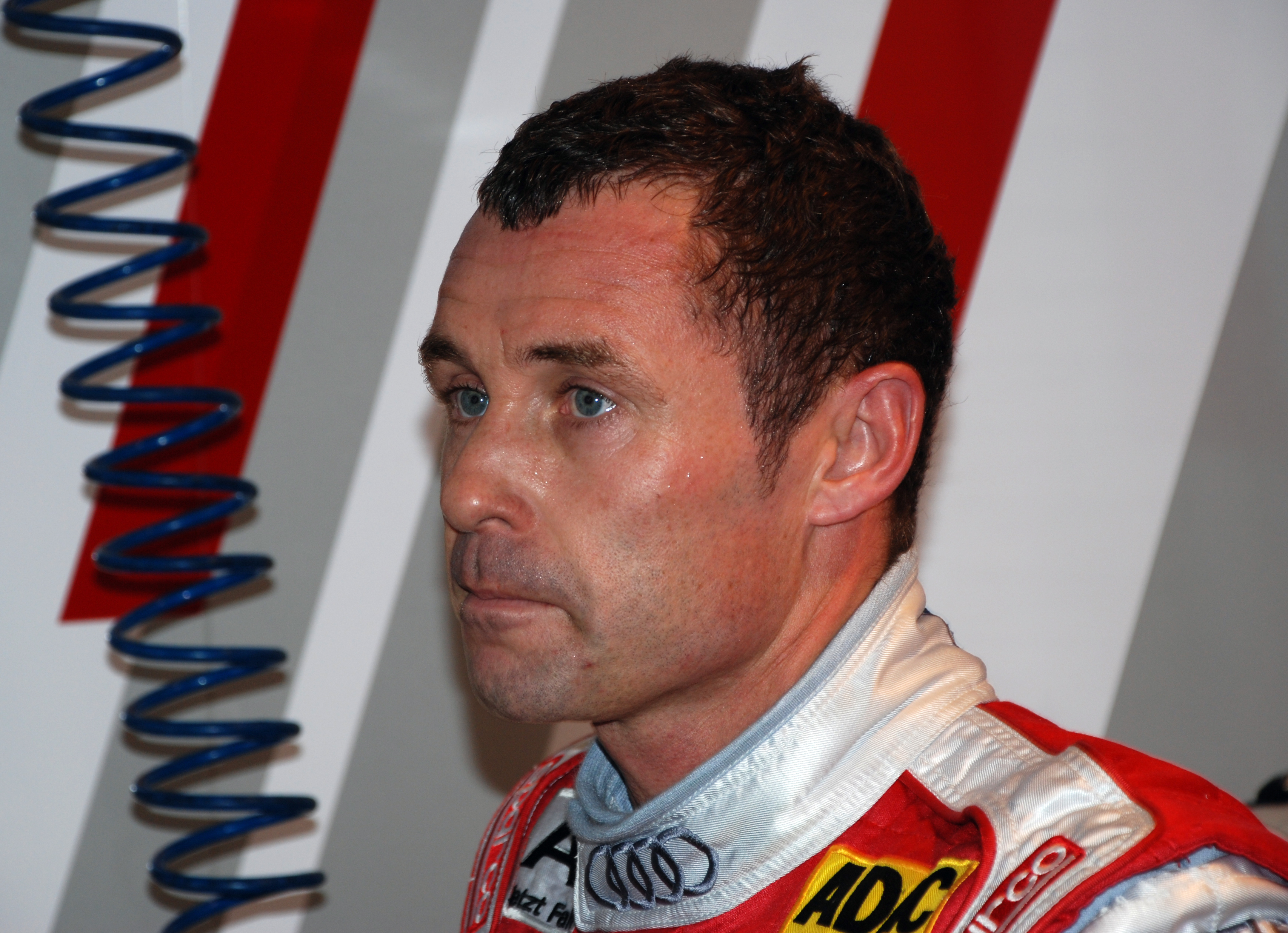
九屆利曼24小時大賽冠軍湯姆．克里斯滕森。

2014年，保時捷重新返回LMP1，並以全新的概念打造出919 Hybrid參賽。豐田則以改版的TS040 Hybrid應戰。然而保時捷最終因油電混合系統故障及變速箱問題而僅有一部勉強完賽，分組第四，總排名第11的成績。豐田也僅有一部完賽獲得分組與總排名第三。奧迪則繼續蟬聯冠軍並且獲得亞軍。
而奧迪失利於年度總錦標，該年度由豐田獲得。
最終奧迪至2014年，成功創下了該廠第二次利曼5連勝。
2015年，為LMP1油電混合組競爭最激烈的一年，保時捷將919 Hybrid進行80~90%的大幅度改良，並將油電混合系統由6MJ升級到8MJ（該級別最高規格）參賽。奧迪亦升級其油電混合系統升級至4MJ並且進行空力套件的修改參賽。豐田則維持14年的6MJ系統並輕微修改空力套件參賽。另一日本廠商日產則以極為創新的概念設計，推出前置引擎前轮驱动的GT-R LM NISMO油電混合賽車參戰LMP1-H。排位賽時，保時捷便展現其性能提升後的成果，在利曼賽道寫下3:16.887單圈最新紀錄（在穆桑大直道加入兩個減速彎後），並最終以第一、第二及第五名完成賽事，也是保時捷參賽利曼史上的第17座冠軍。而日產的賽車設計概念無法有效在利曼賽道發揮，本身即存在設計缺陷，在直線與彎中速度皆無法與LMP2等級賽車相比，車輛可靠度不佳且該車隊經驗亦不足夠，最終未能在賽道上有所斬獲。保時捷最終獲得該年度的總錦標。
2016年，因應更加嚴格的賽制規範，許多車廠都變更了旗下賽車的設計，而距離1966年福特GT40完全稱霸利曼也剛好滿50周年，福特便以全新的GT賽車式樣回歸LM GTE Pro組參賽。兩部豐田TS050 Hybrid在開賽後，便逐漸以車輛改良後的性能及油耗優勢，與保時捷919 Hybrid保持在1分鐘以上的差距，且保持在第一與第三的位置，加上保時捷自家賽車遇到的車輛問題，使保時捷奪冠的機率逐漸降低。
而正當迎接賽事結束前的五分鐘時，卻突然迎來了賽史極為戲劇化的一幕：由塞巴斯蒂安·布米、和中嶋一貴駕駛的豐田#5車在穆桑直道路段突然發生動力異常，更於賽事剩下3分鐘時停在起跑線上不動，保時捷#2車隨即超越，奪下該年度的利曼冠軍而繼續蟬聯，也是保時捷史上第18座利曼冠軍。而豐田#5車雖重新啟動，但賽事規則規定「首輛完賽車通過終點後，剩餘參賽車輛必須於6分鐘內通過終點線，成績才予以計算」，豐田#5車因未到達而遭到淘汰，最終僅#6車獲得第二名。而賽程中與法拉利不分軒輊的福特GT最終也奪下LM GTE Pro組別第一、第三第四完賽，完成50周年的紀念。
奧迪因捲入柴油門事件及VAG集團對於參賽策略的調整，而退出WEC賽事及利曼等賽事，LMP1油電混合組別僅剩豐田與保時捷。
2017年，豐田改良後的TS050 Hybrid #7車於第二階段排位賽由小林可夢偉跑出3:14.791的最新單圈紀錄，而豐田為一雪前恥亦派出三輛賽車參戰，但在開賽後，豐田仍然因為機械故障與車輛受損等原因，#7、#9兩部賽車相繼在同一個小時內（賽事第9到第10個小時）退賽，而#8車先前因為油電系統中的馬達故障而耗費兩個多小時修復車輛，未能有所斬獲。
保時捷919 Hybrid #2車因為前軸問題耗時一個多小時修復賽車，而在豐田兩部車相繼退賽後，備受看好的#1車卻在第21小時發生故障退賽，而賽事局面一度被LMP2系列賽車所掌控，在最後一小時#2車超越Jackie Chan DC Racing #38車後，才重回第一名，取下該年度總冠軍，奪下三連勝以及該廠史上第19座冠軍。
而由影星成龍所贊助的Jackie Chan DC Racing車隊奪得年度亞軍，亦是LMP2分組冠軍。
在LM GTE Pro組，最後一圈奧斯頓馬丁|Vantage GTE #97號超過了領跑多圈的雪佛蘭Corvette C7.R #63號奪得第一，奧斯頓馬丁在比賽結束前最後一圈和雪佛蘭之間的殊死搏鬥，為觀眾帶來最後激動人心的場面。LM GTE Am组則由法拉利奪得第一。
該年10月，保時捷宣布退出LMP1油電混合組，繼續在LM GTE Pro組別參賽，最終使LMP1油電組僅剩下豐田獨自參加。
2018年，豐田持續針對過往賽事所發生的問題改善車輛，並特別邀請F1冠軍車手費爾南多·阿隆索與塞巴斯蒂安·布米和中嶋一貴一同駕駛#8 TS050賽車，並且順利奪得該屆利曼總冠軍的殊榮，除了是該廠的第一座利曼冠軍，更是睽違27年後，第二家日本車廠的冠軍。而保時捷在LM GTE Pro及LM GTE Am賽事表現亮眼，各順利奪得該組的第一名與第二名。
2019年，寶馬與福特相繼宣布年底將退出WEC賽事，並且繼續在北美區發展。而費爾南多·阿隆索在利曼的賽前宣布將是他最後一場在WEC的賽事，而這也是最後一次代表豐田出賽，賽後豐田繼續蟬聯該年度總冠軍及亞軍，LMP2分組冠軍由地主車隊Signature Team獲得，LM GTE Pro組之間競爭熱烈，其中法拉利奪得分組冠軍，保時捷則包攬分組第二、第三名，而福特則只有獲得分組第四，LM GTE Am組則由德國Project 1 Motorsport的保時捷獲得分組冠軍。
2020年，由於新型冠狀病毒疫情的影響，賽事由預定地6月延遲至9月，該次賽事由LMP1豐田車隊的8號車獲得冠軍，LMP2由United Autosport由United Autosport獲勝；GTE組經過長時的激烈競爭，最後由Aston Martin Racing的Vantage AMR GTE的Vantage AMR GTE 97號車獲勝，LM GTE Am組也由TF Sport的 Aston Martin Vantage AMR GTE的 Aston Martin Vantage AMR GTE 90號車獲勝。

### 2020年代
2021年，由於新型冠狀病毒疫情的影響，賽事由預定地6月延遲至8月，而有鑑於LMP1的高昂參賽成本導致車廠參與意願的卻步，以及賽事競爭的公平性問題，取而代之的LM HYPERCAR組別也在今年首次投入賽場，參賽車廠及車隊包括豐田、Alpine與Signatech合作的車隊及私人車廠S.C.Glickenhaus參賽，豐田則順利拿下首屆的HYPERCAR組別冠軍。
2022年，為LM GTE Pro組別的最後一屆，而豐田的GR010#8成功衛冕HYPERCAR組別冠軍，而保時捷廠隊的911RSR#91則成功抱走最後一屆的LM GTE Pro組別冠軍。

### 100周年
2023年為利曼24小時耐力賽自1923年首次舉辦的100周年，LM HYPERCAR正式與LMDh組別同場競技，開啟了全新的油電組競爭局面，而該屆也是LMP2及LM GTE Am的最後一屆賽事，代表LM HYPERCAR組別參賽利曼的賽車為豐田GR010 Hybrid、法拉利499P、寶獅9X8與私人車廠S.C.Glickenhaus的007LMH，代表LMDh組別參賽利曼的賽車為凱迪拉克V-Series.R與保時捷963。其中凱迪拉克是首次以廠隊身分參加利曼24小時耐力賽，寶獅與保時捷則是分別於2011年及2017年後再次回歸最高組別參賽。法拉利則是該車廠自50年之後再次重新投入最高組別的賽事，更以50號車象徵的50周年的紀念。而法拉利的HYPERCAR也不負眾望，法拉利AF CORSE #51號499P摘下桂冠，中斷豐田自2018年起的5連勝紀錄。LMP2方面由波蘭I.E.C車隊的Oreca 07#34號車拿下最後一屆LMP2組別的冠軍，而參賽多年的柯維特Corvette Racing以C8.R#33號車拿下最後一屆的LM GTE Am組別冠軍。
Garge 56 項目由Nascar的亨德里克車隊(Hendrick Motorsports)和雪佛蘭共同合作，測試NASCAR第七代賽車(GEN 7)技術與性能，以雪佛蘭卡瑪洛ZL1賽車為基礎進行耐久賽事化的改造(安裝頭尾燈與車號燈牌和針對賽道的空力套件)，而此舉亦是自1976年後，再次有Nascar賽車出現在利曼賽場上，最終以總排名第39名完賽。
2024年法拉利AF CORSE #50號499P贏得該屆利曼24小時耐力賽冠軍，車廠方面法拉利蟬聯，而該年度WEC車廠總錦標則由豐田獲得，BMW則是自2001年正式退出最高組別後，首次重返該賽事最高組別的競爭，以M Hybrid V8出戰。原先的LMGTE 組別則由GT3組別的賽車全面取代。
2025年隨著更多車廠與私人車隊投入最高組別的競爭，在LM HYPERCAR組別方面將有豐田GR010 Hybrid、法拉利499P、寶獅9X8、奧斯頓馬丁Valkyrie AMR-LMH(該車為純汽油動力)參戰，而LMDh組別則有凱迪拉克V-Series.R，保時捷963，阿爾卑A424，寶馬M Hybrid V8參戰，總計多達21部賽車投入最高組別的競爭，亦是自2012年油電混合車首次投入WEC與利曼賽事後，參賽陣容最為龐大的一屆。而私人車隊AF CORSE由波蘭賽車手羅伯特·庫畢薩、中國賽車手葉一飛、英國賽車手菲爾‧漢森所駕駛的#83號法拉利499P成功奪下該屆利曼24小時耐力賽冠軍，這也是自2005年後再次有私人車隊贏得該殊榮，而車廠方面法拉利再次蟬聯，獲得3連勝。

## 以勒芒洲際盃
2010年，西方賽車俱樂部推出了「勒芒洲際盃」，將英國銀石、美國小勒芒10小時大賽和中國珠海1000公里大賽三站組成一項國際盃賽。2011年，西方賽車俱樂部更將它擴展至包含七場賽事，分別是：美國西布靈12小時大賽、比利時斯柏6小時大賽、利曼24小時大賽、伊莫拉6小時大賽、英國銀石6小時大賽、美國小勒芒10小時大賽和珠海6小時大賽。

## 世界耐力錦標賽
2011年珠海6小時大賽期間，西方賽車俱樂部聯同國際汽車聯盟宣佈將在2012年推出全新的世界耐力錦標賽（FIA World Endurance Championship），取代"勒芒洲際盃"賽事。除了賽百靈12小時耐力賽之外，賽事將獨立於美國利曼系列賽和利曼耐力系列賽舉行。

## 利曼賽道
薩爾特賽道因為有較多的直線路段，如長達6公里的穆桑大直道（英語：Mulsanne Straight），所以空力設定上相較於系列賽的其他賽道，更追求直線極速，但對於過彎速度則同時必須兼顧，而又是連續比賽24小時，也重視賽車的機械耐久度，對賽車的各方面的要求極高，並且非常考驗車手的能耐。
在1990年以前的C組賽事時代，多半製造商會採用車身包括後輪拱皆完整包覆起來的設計，以得到較低的風阻係數，為避免將後擾流翼角度調的太垂直來增加下壓力但又增加風阻妨礙直線道極速，C組賽事的車在利曼參賽時，多以增加車尾長度，降低後擾流翼高度且將儘量後移作替代，以較小的擾流翼迎風角度搭配後移長度，利用力矩原理放大下壓力而又不增加太多風阻。1988年WM-P88寶獅在比賽中直線道締造該直線路段的最快紀錄，高達時速405公里，然而賽車沒多久便因引擎過熱未完成比賽。1989年賓士索伯C9則開出時速398公里的極速並贏得該年度冠軍。
而在1990年後，由於穆桑大直道加入兩個減速彎，因此過彎速度開始受到重視而非先前注重於極速的追求。
在更加嚴苛的賽車規範與平衡之下，能否更快速的過彎成為重要的課題，因此空力設定也漸漸重視於過彎速度。
依米其林輪胎2014年對利曼賽車輪胎性能的說法，利曼賽車在保時捷彎（Porsche Curves）過彎時的橫向G值可達3G；在穆桑大直道尾段減速時縱向G值更達3.5G。